# Marco Arnolfo
Marco Arnolfo (ur. 10 listopada 1952 w Cavallermaggiore) – włoski duchowny katolicki, arcybiskup Vercelli od 2014.

## Życiorys
Święcenia kapłańskie otrzymał 25 czerwca 1978 i został inkardynowany do archidiecezji turyńskiej. Był m.in. rektorem niższego seminarium, proboszczem w Orbassano oraz wikariuszem biskupim dla zachodniej części Turynu.
27 lutego 2014 papież Franciszek mianował go arcybiskupem metropolitą Vercelli. Sakry udzielił mu 11 maja 2014 metropolita Turynu - arcybiskup Cesare Nosiglia.
Paliusz otrzymał z rąk papieża Franciszka w dniu 29 czerwca 2014.